# Clavette (Charente-Maritime)
Clavette é uma comuna francesa na região administrativa da Nova Aquitânia, no departamento de Charente-Maritime. Estende-se por uma área de 6,29 km². Em 2010 a comuna tinha 1 443 habitantes (densidade: 229,4 hab./km²).